# روتیگوتین
روتیگوتین (انگلیسی: Rotigotine) (با نام تجاری Neupro)، یک آگونیست دوپامین از دسته داروهای غیر ارگولین است که برای درمان بیماری پارکینسون و سندرم پای بی‌قرار ساخته شده‌است. این دارد به عنوان یک پچ ترانس‌درمال یک بار در روز فرموله شده‌است که رهاسازی آهسته و ثابت دارو را در طی ۲۴ ساعت فراهم می‌کند.
مانند سایر آگونیست‌های دوپامین، روتیگوتین دارای اثرات ضد افسردگی است و ممکن است در درمان افسردگی نیز سودمند باشد.

## عوارض جانبی
عوارض جانبی عمومی روتیگوتین ممکن است شامل یبوست، دیس‌کینزی، حالت تهوع، استفراغ، سرگیجه، خستگی، بی‌خوابی، خواب‌آلودگی، گیجی، و توهم باشد. عوارض جدی‌تر می‌تواند شامل اختلالات روان‌پریشی و کنترل تکانه‌ای مانند بیش‌جنس‌گرایی، ضربه زدن و قمار آسیب‌شناختی باشد. واکنش‌های جانبی خفیف پوستی در محل استفاده از پچ نیز ممکن است رخ دهد.